# Melissodes denticulata
Melissodes denticulata là một loài Hymenoptera trong họ Apidae. Loài này được Smith mô tả khoa học năm 1854.

## Hình ảnh

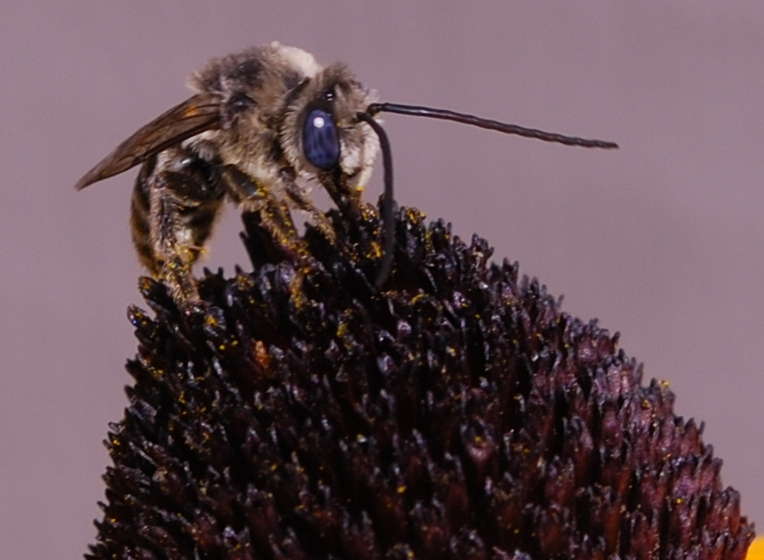
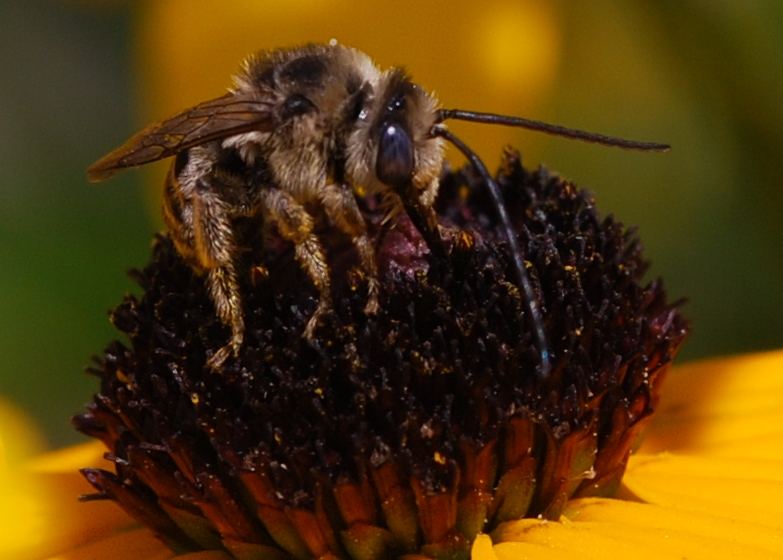
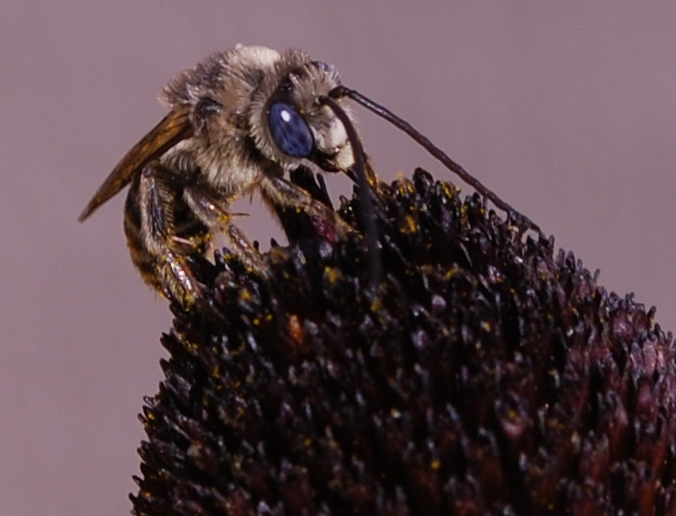
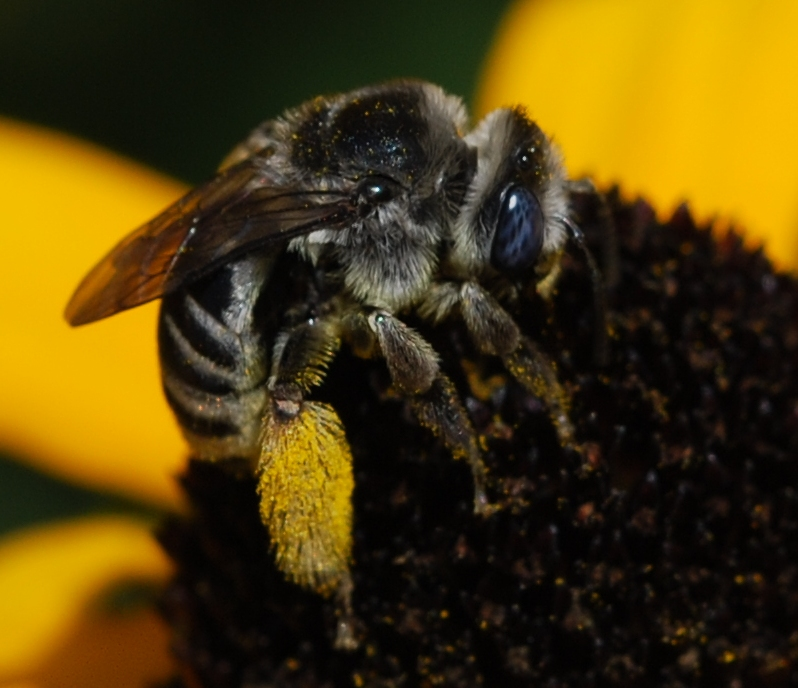